# 1994 au Brésil
Chronologie du Brésil
- 1990
- 1991
- 1992
- 1993
- 1994
- 1995
- 1996
- 1997
- 1998

Cette page concerne des événements d'actualité qui se sont produits durant l'année 1994 au Brésil.

## Événements
- 3 mars : Fernando Henrique Cardoso, ministre des Finances, démissionne de son poste pour être candidat à la présidence de la République[1] ;
- 1er juillet : mise en circulation de la nouvelle monnaie du Brésil, le réal ; un nouveau réal équivaut à 2 750 cruzeiro real (pt)[2] ;
- 18 juillet : le Brésil est champion du monde de football pour la quatrième fois de son histoire, battant l'Italie aux tirs au but 3 buts à 2 lors de la finale de la 15e coupe du monde[3] ;

## Décès
- 1er mai : Ayrton Senna, pilote de Formule 1.
- 19 décembre : Pedro Collor de Mello (pt), homme d'affaires et frère du président du Brésil Fernando Collor de Mello.